# Tuyến Keiyō
Tuyến Keiyō (京葉線 Keiyō-sen) là một tuyến đường sắt được điều hành bởi Công ty Đường sắt Đông Nhật Bản, kết nối Tokyo và Chiba của Nhật Bản. Chạy song song với bờ Vịnh Tokyo, nó là một phần của hệ thống "Tokyo Mega Loop" (東京メガループ) chạy quanh Tokyo, bao gồm các tuyến Keiyō, Musashino, Nambu, và Yokohama.

## Liêm kết ngoài
- Stations of the Keiyō Line (JR East) (bằng tiếng Nhật)